# Edward Herrmann
Pour les articles homonymes, voir Herrmann.
Edward Herrmann est un acteur américain, né le 21 juillet 1943 à Washington (District de Columbia) et mort le 31 décembre 2014 à Manhattan (New York).

## Biographie

### Jeunesse
Né à Washington, Edward Kirk Herrmann est le fils de Jean Eleanor et de John Anthony Herrmann, ce dernier, ayant des origines allemandes. Il grandit à Grosse Pointe, dans l'État du Michigan et a été diplômé de la Bucknell University, située le long de la Susquehanna, où en 1965, il devient membre de la fraternité Phi Kappa Psi. Ensuite, il étudia le jeu d'acteur à la London Academy of Music and Dramatic Art, profitant du programme Fulbright. Il mesurait 1,96 m.

### Carrière
Herrmann est mieux connu pour avoir incarné l'étrange portrait du président américain Franklin Delano Roosevelt dans Eleanor et Franklin ainsi que dans le film Annie.
Il interpréta ensuite, en 1995 le rôle de Herman Munster dans le téléfilm adapté de la série Les Monstres (The Munsters) intitulé également Les Monstres. Herrmann reçut alors d'excellentes critiques, notamment par le fait qu'il respectait l'interprétation de Fred Gwynne, l'acteur de la série originale.
Herrmann gagna par la suite, un Emmy Award, en 1999 en tant que vedette invitée dans la série The Practice : Bobby Donnell et Associés (The Practice) ainsi qu'un Tony Award, en 1976 grâce à son interprétation dans la pièce de théâtre Mrs. Warren's Profession. Il eut aussi quatre nominations pour les Emmy Awards, en 1976, en 1977, en 1986 et en 1987. Il joua, par ailleurs, le père de Tobias Beecher dans la série Oz et plus récemment, il joua Richard Gilmore dans Gilmore Girls.
Au cinéma, la carrière d'Herrmann débuta au milieu des années 1970, jouant des rôles secondaires comme dans La Kermesse des aigles (The Great Waldo Pepper), La Chasse aux diplômes et Gatsby le magnifique (The Great Gatsby). Ses rôles les plus notables sont celui du riche mari du personnage interprété par Goldie Hawn dans Un couple à la mer (Overboard), La Rose pourpre du Caire et Génération perdue (The Lost Boys).
Herrmann est aussi connu pour avoir prêté sa voix à de nombreuses reprises pour la chaîne The History Channel et plusieurs émissions spéciales du Public Broadcasting Service. Il est également l'interprète d'une douzaine de livres audio.

### Vie privée
Le 9 septembre 1978, Herrmann épousa Leigh Curran, une actrice et scénariste américaine ; ils divorcèrent en 1991. Herrmann vivait à Salisbury, dans le Connecticut avec sa seconde épouse, Star.

### Décès
Edward Herrmann est mort à New York le 31 décembre 2014 des suites d'un cancer du cerveau.

## Filmographie

### Cinéma
- 1972 : La Chasse aux diplômes
- 1973 : Le Jour du dauphin (The Day of the Dolphin)
- 1974 : Gatsby le magnifique (The Great Gatsby)
- 1975 : La Kermesse des aigles (The Great Waldo Pepper)
- 1978 : Betsy (The Betsy)
- 1979 : Take Down
- 1979 : The North Avenue Irregulars
- 1981 : Harry's War
- 1981 : Reds
- 1981 : La Vallée de la mort (Death Valley)
- 1982 : Annie
- 1984 : Mrs. Soffel
- 1985 : The Man with One Red Shoe
- 1985 : La Rose pourpre du Caire (The Purple Rose of Cairo)
- 1987 : Génération perdue (The Lost Boys)
- 1987 : Un couple à la mer (Overboard)
- 1991 : Sweet Poison
- 1993 : Quand l'esprit vient aux femmes (Born Yesterday)
- 1993 : A Foreign Field
- 1993 : My Boyfriend's Back de Bob Balaban
- 1994 : Richie Rich
- 1997 : Critical Care de Sidney Lumet
- 2001 : Un parfum de meurtre (The Cat's Meow)
- 2001 : L'Ascenseur : Niveau 2
- 2002 : Le Club des empereurs (The Emperor's Club)
- 2003 : Intolérable Cruauté (Intolerable Cruelty)
- 2004 : Bereft de Tim Daly et Clark Mathis (en)
- 2004 : Aviator (The Aviator)
- 2005 : The Presidents (narrateur)
- 2005 : FDR: A Presidency Revealed
- 2006 : Mon vrai père et moi : Doug Clayton
- 2007 : Je crois que j'aime ma femme (I Think I Love My Wife) : M. Landis
- 2007 : Sherman's March (narrateur)
- 2007 : The States (narrateur)
- 2011 : The Last Days (Son of Morning) de Yaniv Raz : Thomas
- 2011 : Bucky Larson : Super star du X : Jeremiah Larson
- 2013 : Amis pour la vie (Are You Here) de Matthew Weiner : Dr Vincent
- 2014 : The Town That Dreaded Sundown : le révérend Harding

### Télévision

#### Téléfilms
- 1976 : Eleanor and Franklin
- 1977 : Eleanor and Franklin: The White House Years
- 1978 : A Love Affair: The Eleanor and Lou Gehrig Story
- 1979 : Portrait of a Stripper
- 1979 : 3 by Cheever: The Sorrows of Gin
- 1979 : 3 by Cheever: O Youth and Beauty!
- 1982 : The Electric Grandmother (en) de Noel Black
- 1994 : Nuits de Chine (Don't Drink the Water)
- 1999 : Atomic Train
- 2001 : Il était une fois James Dean (James Dean)
- 2009 : Un costume pour deux (Hatching Pete)
- 2011 : Un souhait pour Noël  (A Christmas Wish)
- 2011 : Le Spectacle de Noël (The Christmas Pageant)
- 2012 : Les Copains chasseurs de trésor (vidéo) de Robert Vince
- 2013 : La Petite fille aux miracles (Doorway to Heaven)

#### Séries télévisées
- 1980 : M*A*S*H
- 1981 : Hôpital St Elsewhere (St. Elsewhere)
- 1995 : New York, police judiciaire (Law and Order)
- 1997-2001 : The Practice : Bobby Donnell et Associés (The Practice)
- 2000-2007 : Gilmore Girls
- 2000-2003 : Oz
- 2007 : Grey's Anatomy : Norman l'interne
- 2009 : New York, police judiciaire (Law and Order) (saison 19, épisode 17)
- 2010 : The Good Wife : Lionel Deerfield (saison 2, épisode 4)
- 2013 : How I Met Your Mother : le révérend (saison 9, épisode 6)

## Distinctions

### Récompenses
- 1999 Emmy Awards (Outstanding Guest Actor in a Drama Series) avec The Practice : Bobby Donnell et Associés (The Practice)

### Nominations
- 1976 Emmy Awards (Outstanding Lead Actor in a Drama or Comedy Special) avec Eleanor and Franklin
- 1977 Emmy Awards (Outstanding Lead Actor in a Drama or Comedy Special) avec Eleanor and Franklin: The White House Years
- 1986 Emmy Awards (Outstanding Guest Performer in a Drama Series) avec Hôpital St Elsewhere (St. Elsewhere)
- 1987 Emmy Awards (Outstanding Guest Performer in a Drama Series) avec Hôpital St Elsewhere (St. Elsewhere)